# San Martino in Strada
San Martino in Strada é uma comuna italiana da região da Lombardia, província de Lodi, com cerca de 3.262 habitantes. Estende-se por uma área de 13 km², tendo uma densidade populacional de 251 hab/km².
Faz fronteira com Lodi, Corte Palasio, Cavenago d'Adda, Cornegliano Laudense, Massalengo, Ossago Lodigiano.

## Demografia
| Variação demográfica do município entre 1861 e 2011                               |
|                                                                                   |
| Fonte: Istituto Nazionale di Statistica (ISTAT) - Elaboração gráfica da Wikipedia |